# Cròmbec isabelí
El cròmbec isabelí (Sylvietta isabellina) és un ocell de la família dels macrosfènids (Macrosphenidae)..

## Hàbitat i distribució
Habita estepes amb acàcies a l'est i sud d'Etiòpia, Somàlia i Kenya.